# KDE Plasma
Inicialment anomenat com a KDE, posteriorment rebatejat com a Plasma i actualment més conegut com a KDE Plasma és l'entorn d'escriptori principal de KDE per a sistemes operatius tipus Unix. És un escriptori intuïtiu i similar als escriptoris de Microsoft Windows. Es caracteritza per ser altament personalitzable i, des de la versió 5, no ser exigent amb els recursos del maquinari emprat.

## Esquema de treball
KDE Plasma depén de l'entorn de treball Qt, reduint-se el temps de suport per a la versió de codi obert i gratuïta del framework, algún cop s'ha especulat amb la possibilitat de realitzar un fork.
Qt és un conjunt d'eines que proporciona la major part de la funcionalitat a KDE. L'evolució de Qt comporta canvis a KDE que queden reflectits en la numeració de KDE Plasma i KDE Frameworks. Aquest darrer proporciona blocs de construcció per a les aplicacions i millora l'experiència de l'escriptori KDE Plasma. Per altra banda, hi ha repercussions a KDE Gear, la col·lecció de programari optimitzat perquè funcioni bé amb KDE Plasma. Aquestes aplicacions funcionen en diferents distribucions, essent possible veure Kdenlive o Okular en els sistemes operatius desenvolupats per Microsoft. Hi ha programari realitzat amb Qt que s'ha desvinculat dels llançaments de KDE Gear com per exemple Krita. D'aquesta manera KDE Plasma 6, Frameworks 6 i KDE Gear 24.02 són conseqüència de Qt 6 i arriben deu anys després del cicle del conjunt. El llançament de Qt 6.6, el 10 d'octubre de 2023, fou cabdal per a KDE Plasma pel suport més robust a Wayland entre altres millores.

## Característiques
S'enfoca a facilitar l'ús i el domini de totes les funcions i aplicacions que l'integren, mitjançant un aspecte sobri, net i una alta llegibilitat per a proporcionar una experiència d'usuari agradable i actualitzada. Permet configurar molts elements de manera específica, diferenciant el tema global del tema de les finestres, les icones, les fonts entre altres opcions. Si no agrada l'aspecte per defecte, es pot personalitzar adquirint l'aspecte d'altres sistemes operatius.
Ben integrat amb el Servidor de visualització X Window System, i amb suport per a Wayland, permetent utilitzar l'escalat fraccionari per als monitors de HiDPI.
La comunitat KDE i l'entorn de treball Qt proporcionen a KDE Plasma una gran quantitat de programari i el posicionen com a òptim per a tasques multimedia. En aquest sentit, destaquen aplicacions com KDE Connect, Kdenlive o Krita i distribucions com SteamOS, Garuda Linux o Nobara.

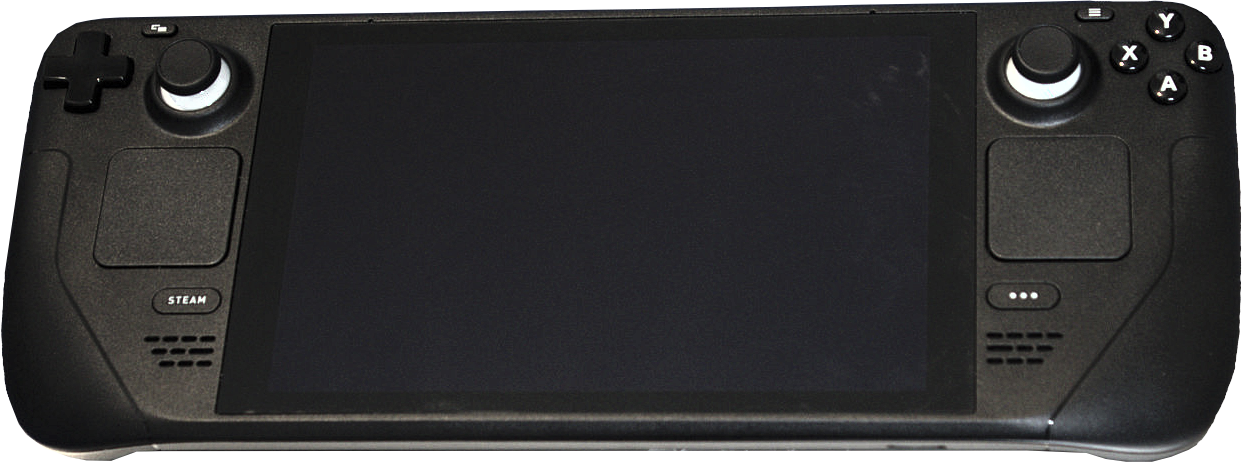
Steam Deck empra KDE Plasma amb la distribució SteamOS 3.

L'entorn de treball pot funcionar en diferents tipus de dispositiu, adaptant la interfície a les característiques del dispositiu. Pot córrer en ordinadors de sobretaula, portàtils, tauletes, telèfons mòbils i consoles portàtils.
És un escriptori amb un bon nivell de seguretat i privacitat. Empra telemetria de manera transparent i el seu codi gairabè sempre és sota llicència GPL.

## Història
El 14 d'octubre de 1996 Matthias Ettrich, estudiant de la Universitat de Tubinga, anuncià un nou projecte que tenia com a objectiu construir una interficie gràfica unificada per a Unix amb una bona aparença. El projecte rebia el nom de KDE, que era l'acrònim de “Kool Desktop Environment”. Construint-se amb C++, Qt i X11. Essent polèmic i rebutjat per la línia oficial de la Free Software Foundation, ja que Qt era privatiu. Com a resposta s'impulsà i creà GTK i GNOME. Malgrat que el codi font de Qt no ha deixat de ser privatiu, es publica sota una llicència GPL.

### KDE 1
KDE 1 fou alliberat el 12 de juliol de 1998. Tenint com a referents al Common Desktop Environment i al Windows 95, va esdevenir un entorn gràfic per a GNU/Linux senzill, fàcil d'emprar i agradable. Una de les primeres distribucions que l'emprà fou SuSE 5.3. El 20 aniversari de KDE, el 2016, a manera de celebració, el desenvolupador Helio Castro va posar KDE 1.1.2 en funcionament sobre Fedora beta 25. Aconseguint-se de manera ràpida i mostrant-se les facilitats que comporta treballar amb programari lliure.

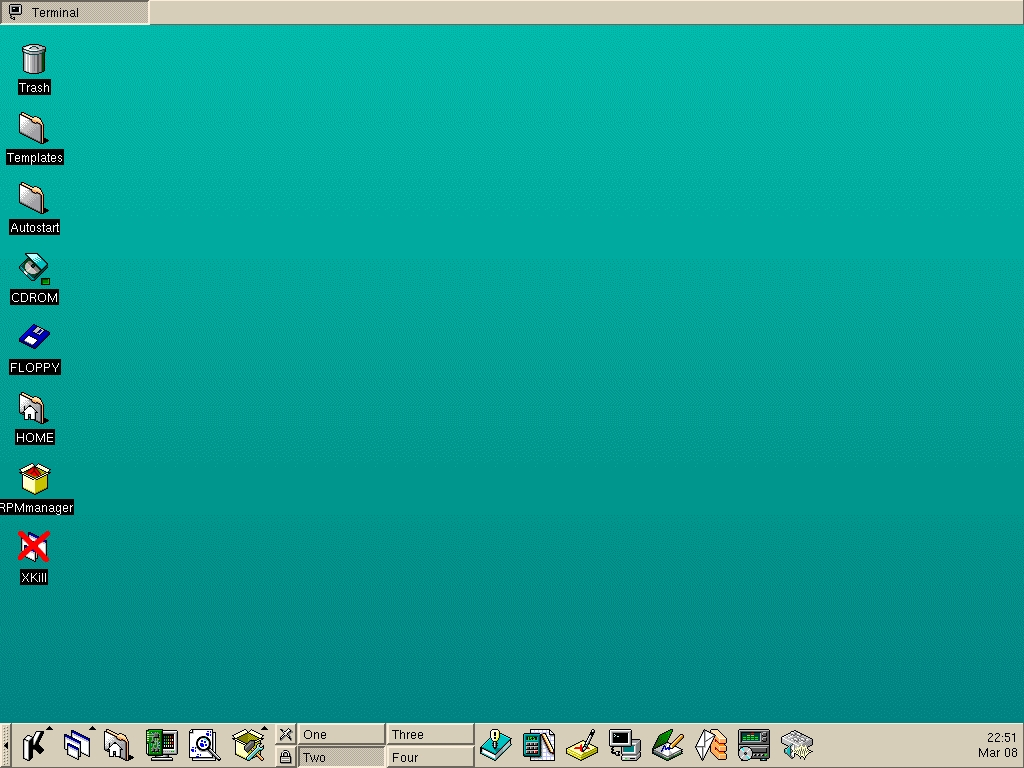
K Desktop Environment 1.0
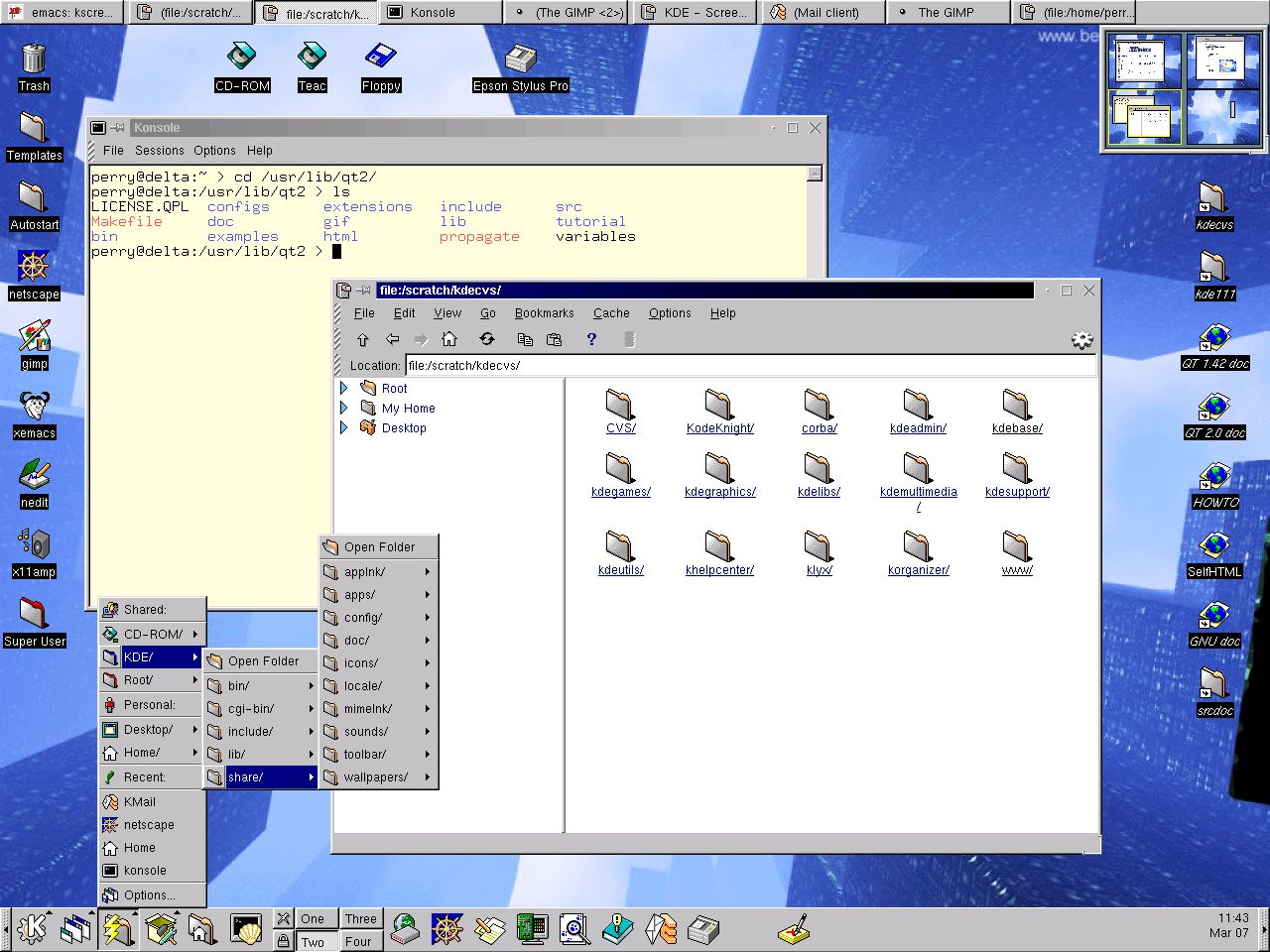
KDE 1.1

### KDE 2
KDE 2 fou alliberat el 23 d'octubre del 2000. Implicà una gran reescriptura del codi. Introduí diverses novetats com: un protocol de comunicació anomenat DCOP, un sistema de notificacions integral i flexible KNotify, el navegador web per defecte Konqueror o KOffice.

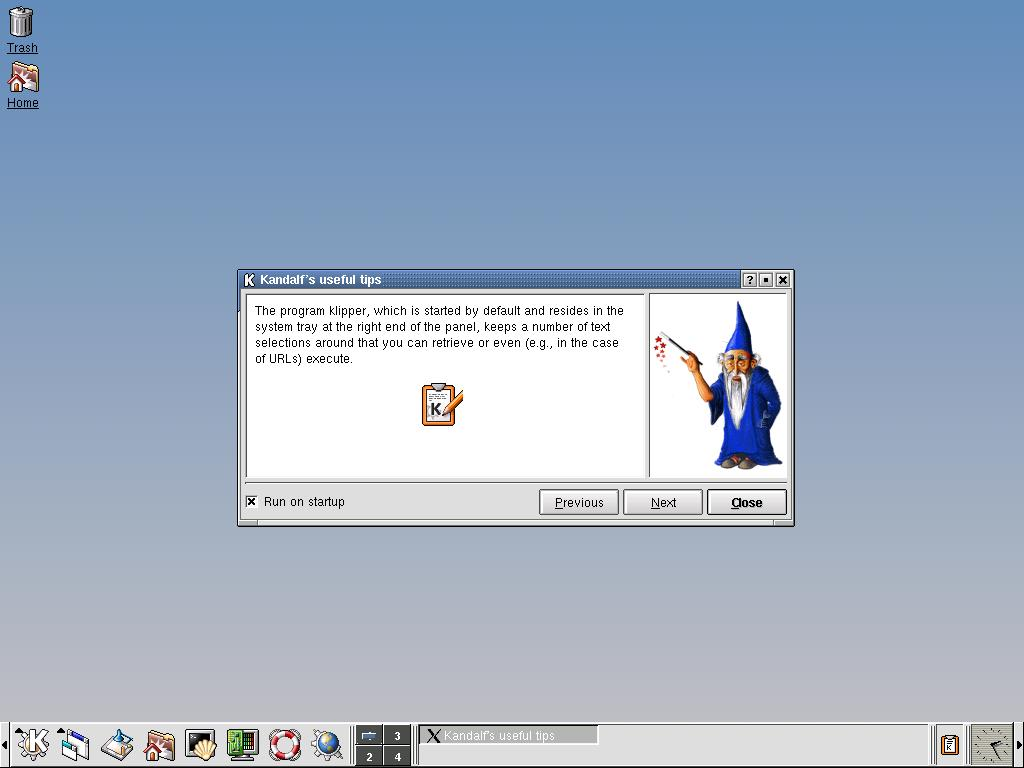
KDE 2.0, “Kandalf”
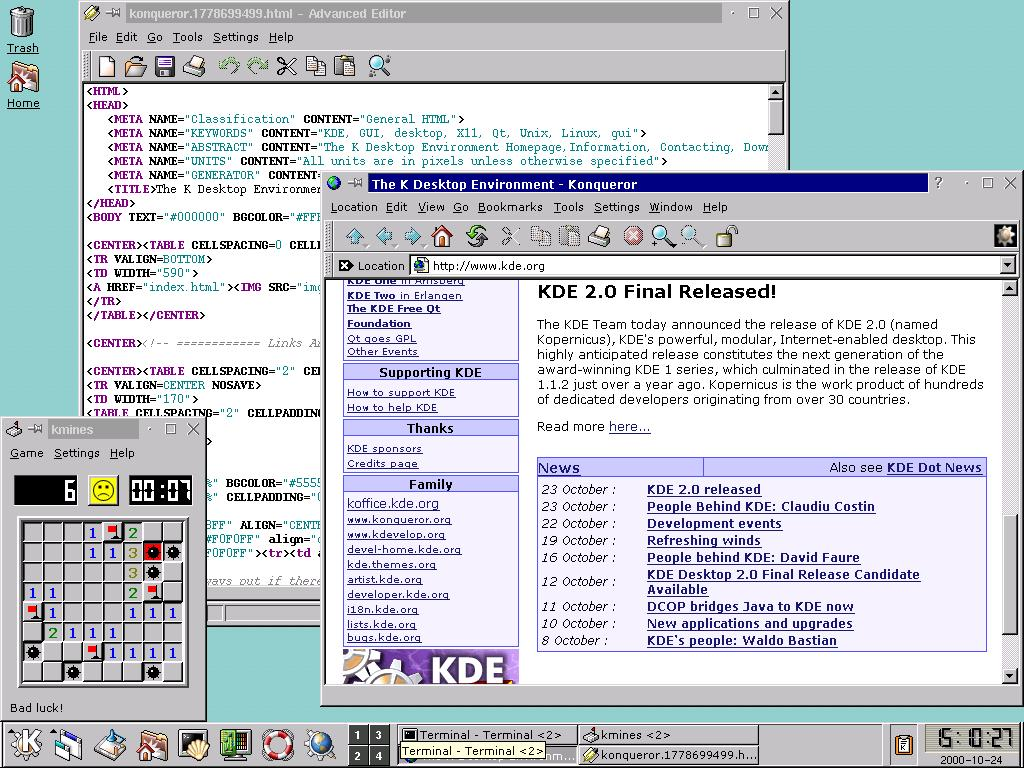
KDE 2.0, navegador web Konqueror

### KDE 3
KDE 3 va ser publicat el novembre de 2002. Considerat una continuació de KDE 2, es millorà tant l'aparença com l'estructura interna. Redissenyant-se les finestres com les icones. El 3 de febrer de 2004 fou llançat el KDE 3.2.

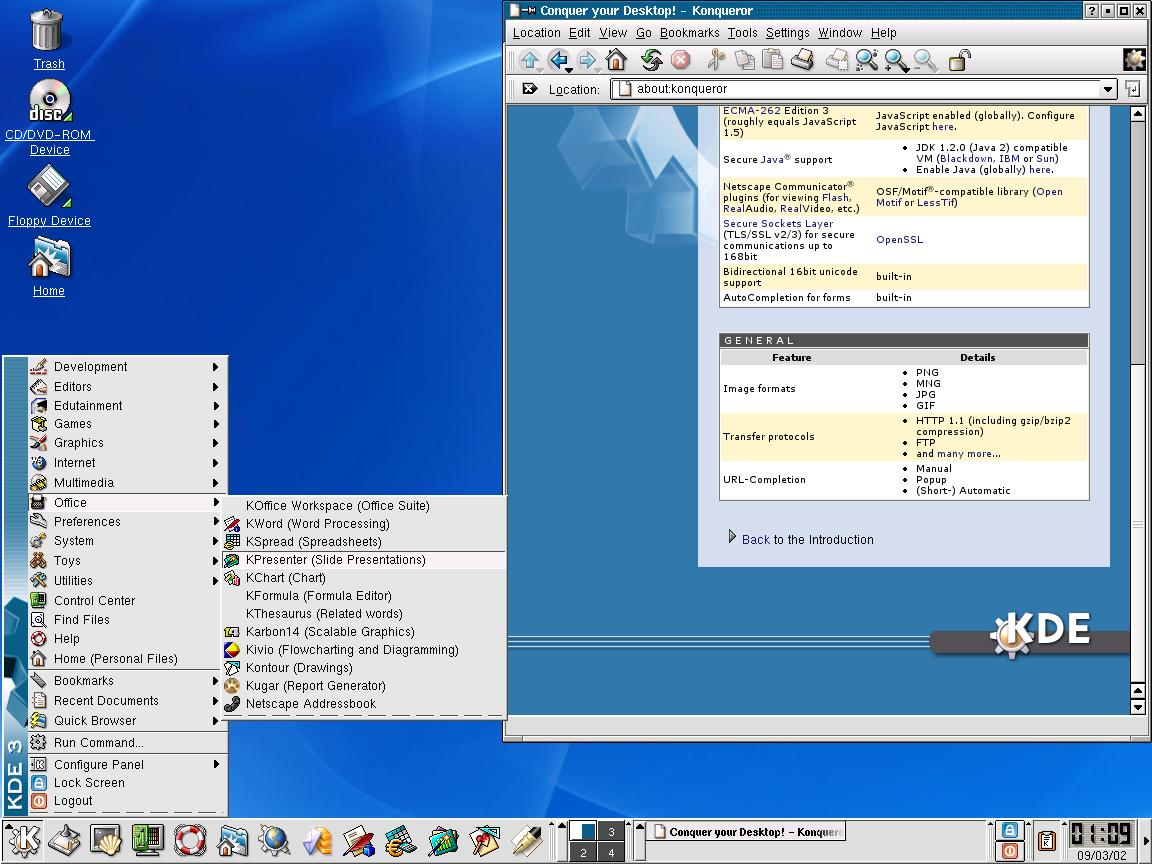
KDE 3.0, Captura oficial
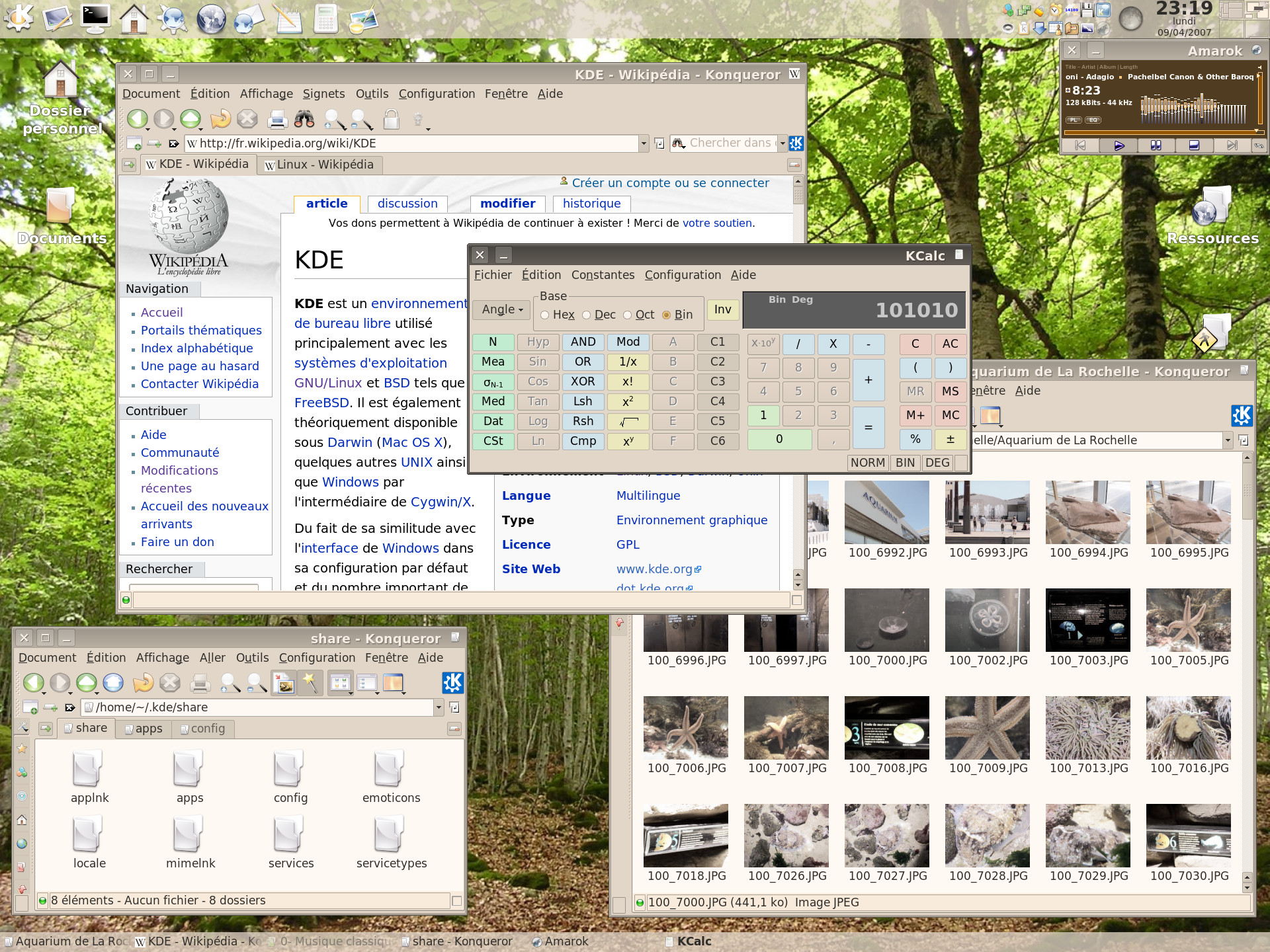
KDE 3.5.5

Degut a l'inici infructuós de KDE 4, la versió KDE 3.5 fou la base del fork anomenat Trinity Desktop Environment. Publicant-se algunes distribucions de Kubuntu amb aquest escriptori. Posteriorment Q4Os també l'emprà.

### KDE 4
KDE 4 fou llançat l'11 de gener de 2008 introduiint moltes novetats, però va ser criticat per poc funcional, per estar ple d'errors de programari i sobretot, per consumir molts recursos. Es considera que la versió 4.2 donà estabilitat i no fou plenament funcional fins a la versió 4.4 o 4.5. Malgrat que en les darreres versions era considerat l'entorn d'escriptori més complet i potent de GNU/Linux i tot i que mostrava un gran rendiment, continuava essent el més lent en iniciar. L'agost de 2014 es va llançar la darrera versió major de la sèrie, KDE 4.14.

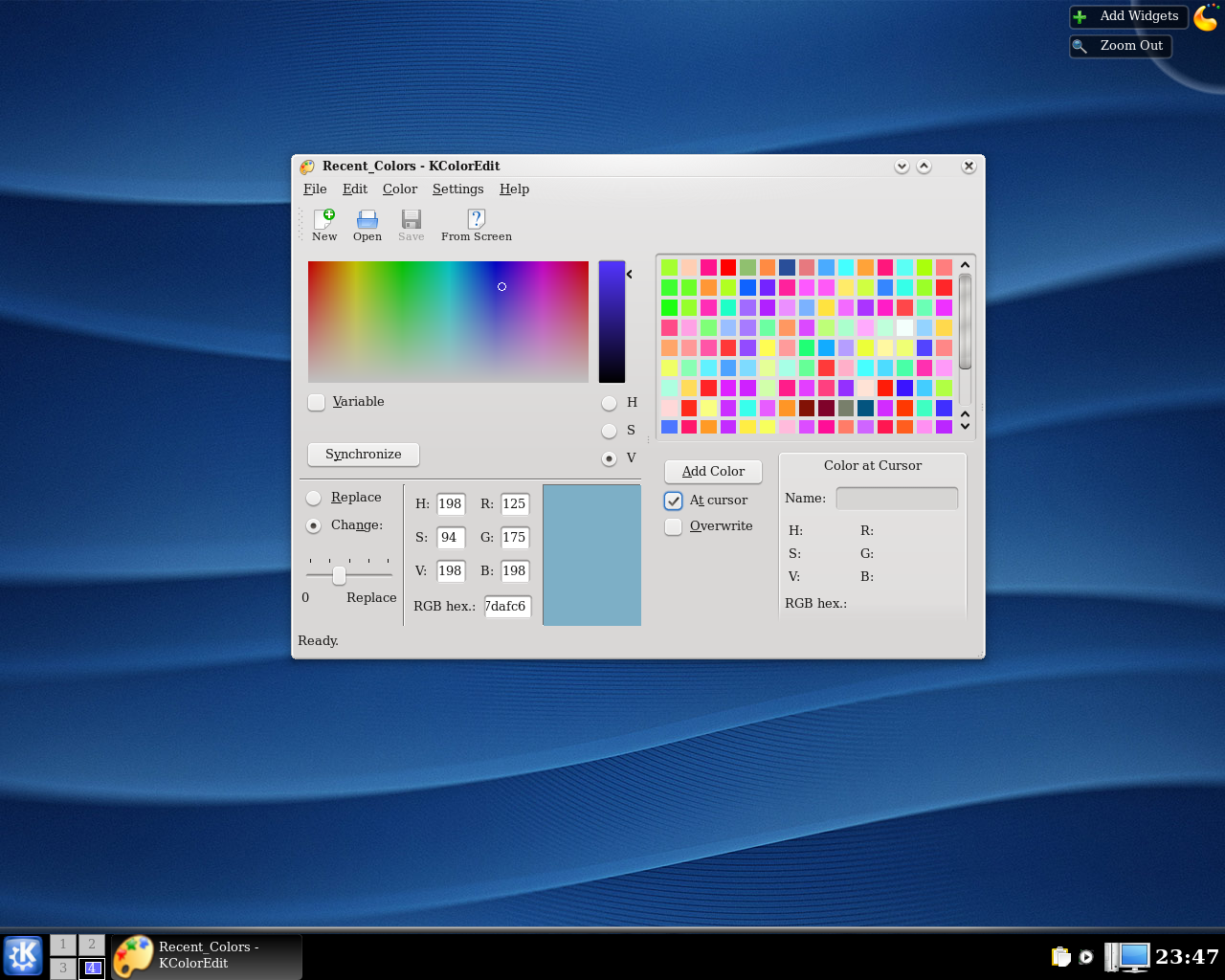
KDE 4.0, Kcoloredit
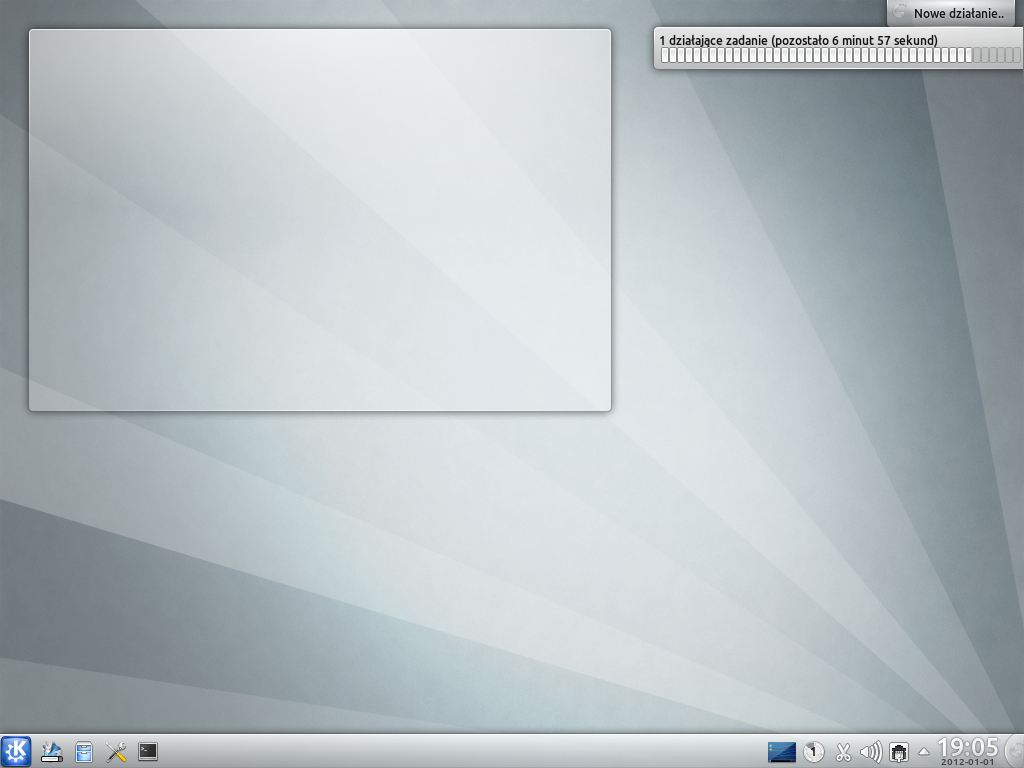
KDE 4.8 a Kubuntu

### KDE Plasma 5
Els desenvolupadors del projecte rebutjaven la denominació KDE 5 en favor de Plasma 5. Afirmant que: KDE és una comunitat de persones que creen programari lliure per a altres persones.
Fou alliberat el 5 de juliol de 2014. Una setmana abans s'havia alliberat KDE Frameworks 5, que s'independitzava per a subministrar llibreries i codi font al programari que funcionava amb Qt. KDE Frameworks des d'aleshores funciona com una capa interna que dona suport a les aplicacions, encara que l'escriptori no sigui KDE Plasma. Sense repetir-se la sensació de canvi traumàtic del llançament de KDE 4, KDE Plasma 5 tardà un any a mostrar maduresa com a escriptori.
Es millorà el suport de les pantalles d'alta densitat de píxels (HDPI) i el rendiment gràfic gràcies a OpenGL. Introduí Breeze com a tema per defecte i es dissenyà amb colors plans.

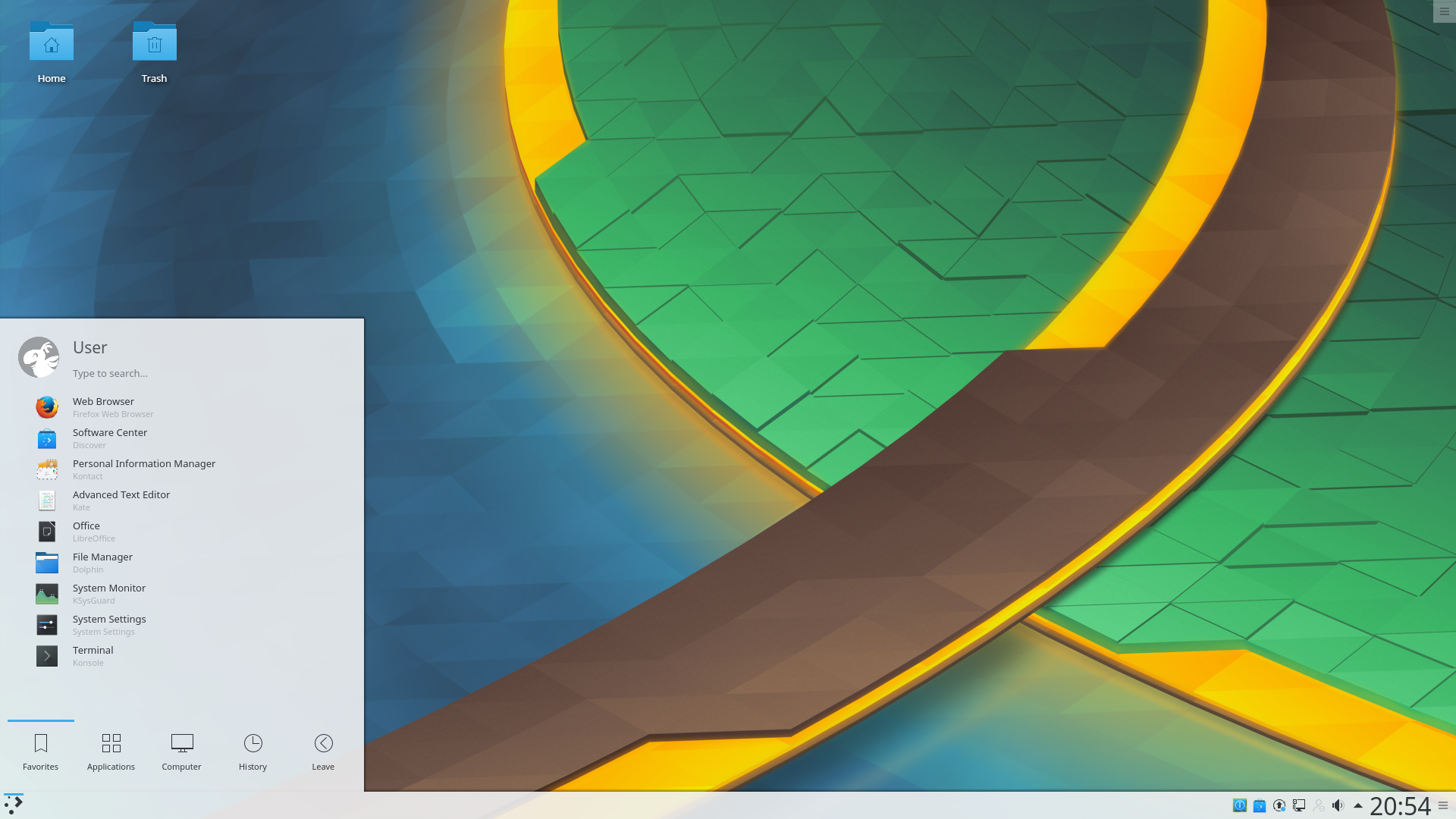
KDE 5.0
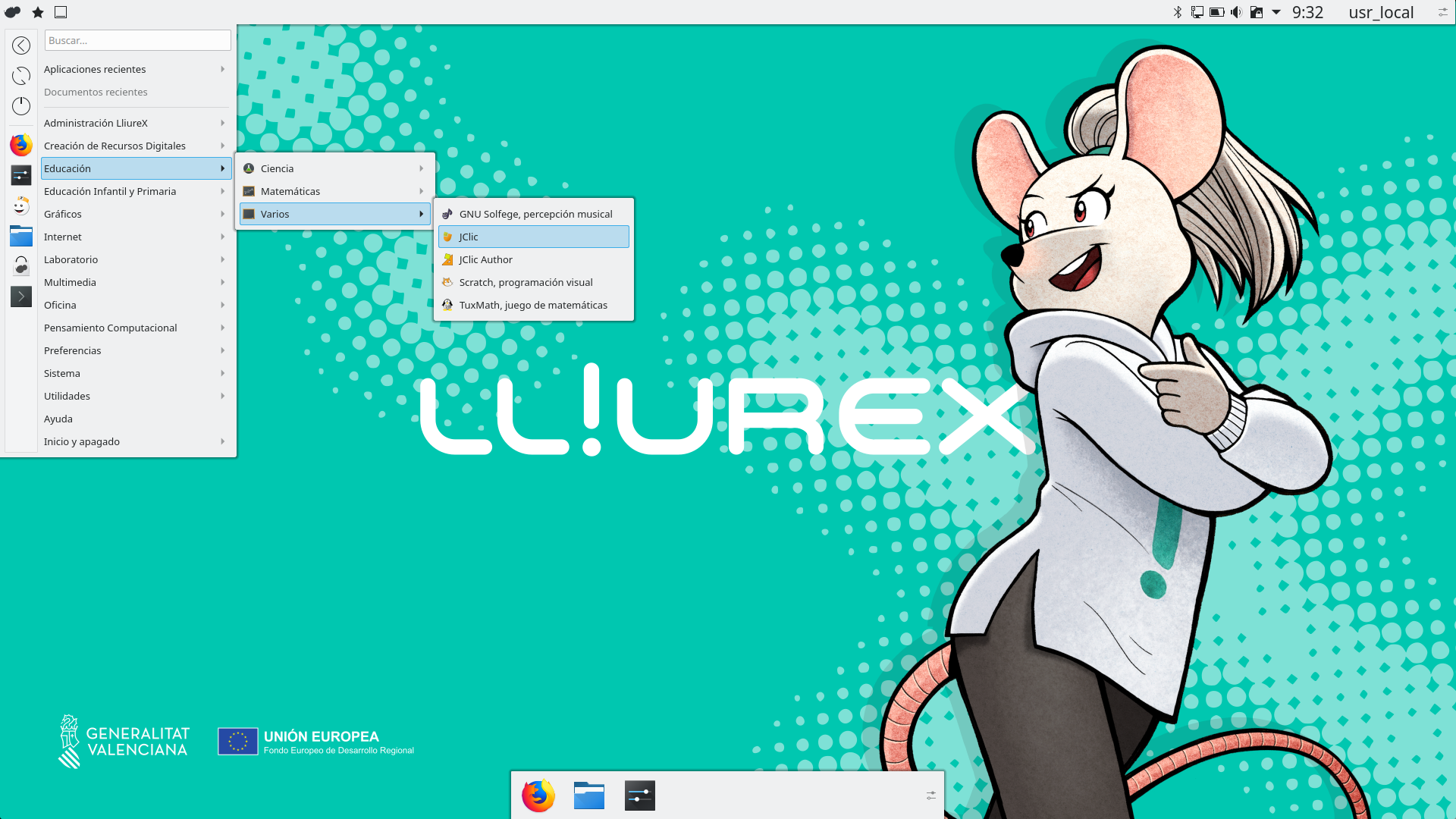
KDE a LliureX 19

### KDE Plasma 6
KaOs fou la primera distribució a posar l'escriptori KDE Plasma 6 per defecte el 2 de febrer de 2024, quan Plasma 6 encara estava en desenvolupament. KDE Plasma 6 fou llançat oficialment el 28 de febrer de 2024. Com a principals novetats destacava que es basava en l'entorn de treball Qt6, en el protocòl gràfic Wayland i per les millores a KWin, iniciant-se el suport per a HDR.

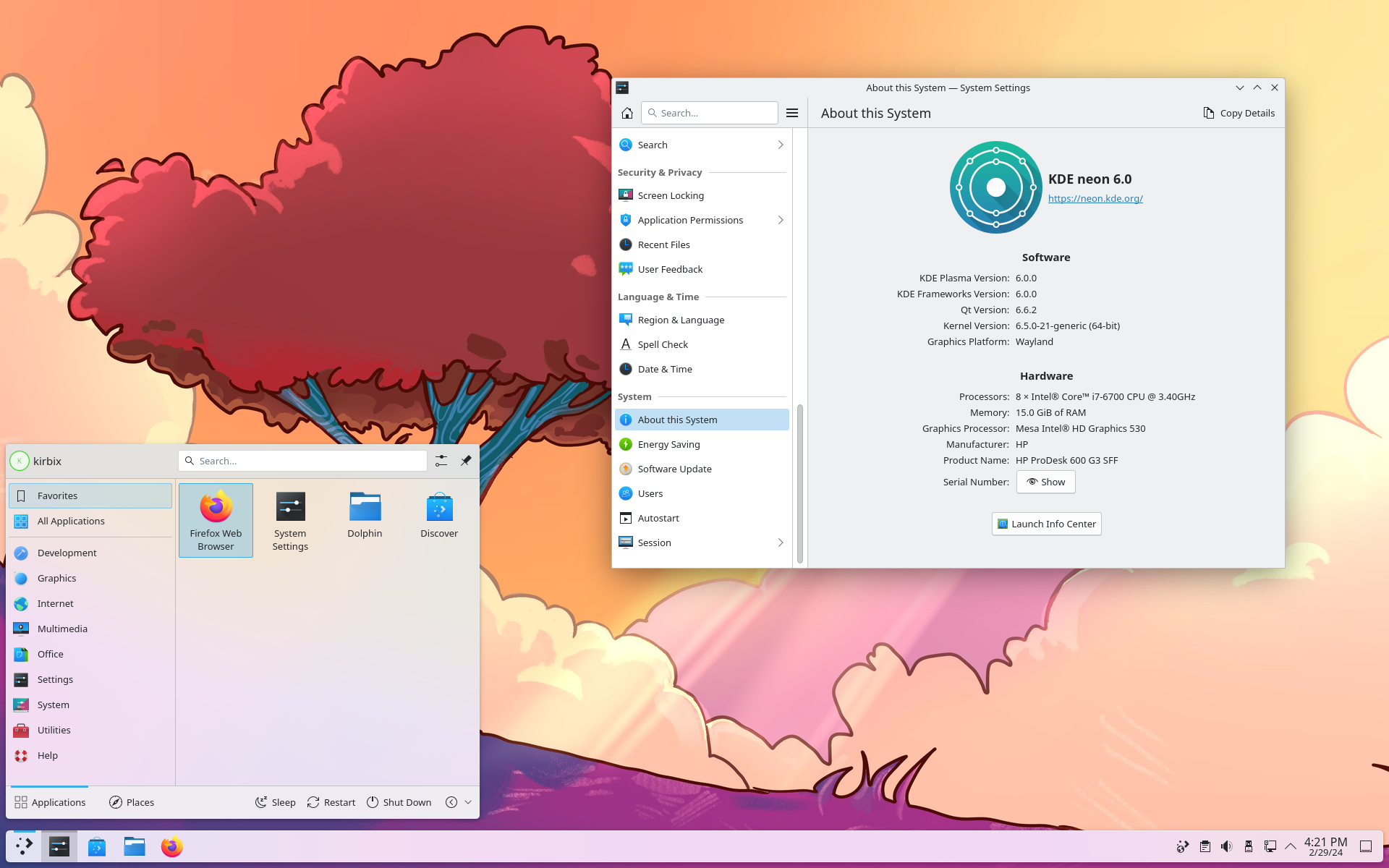
KDE 6.0 a Neon 6.0
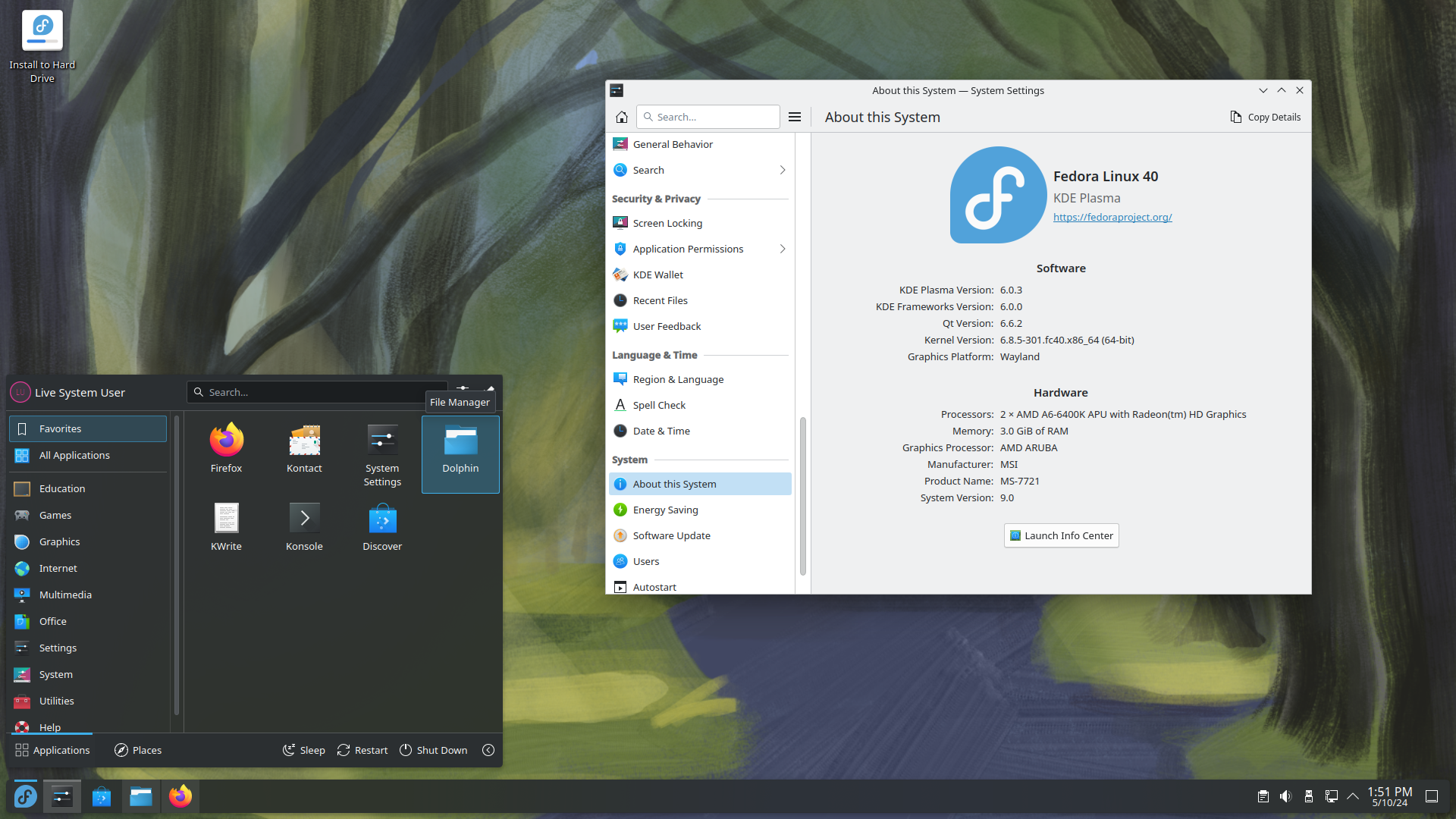
KDE 6.0 a Fedora 40

## Distribucions que empren KDE Plasma
KDE Plasma es troba en diferents distribucions tant en Linux com en entorns BSD. OpenBSD pot emprar KDE Plasma, però amb versions antigues, ja que el seu propòsit és oferir una distribució altament segura. A continuació s'ofereix una mostra de les distribucions Linux que fan servir KDE Plasma.
KDE Plasma és l'escriptori per defecte en distribucions com:
| Nom             | Basada en        | llançada el | Observacions                                                                 |
| --------------- | ---------------- | ----------- | ---------------------------------------------------------------------------- |
| EndeavourOS     | Arch Linux       | 15-07-2019  | Es considerada com a successora de Antergos.                                 |
| KaOS            | Independent      | 2013        | Va ser creada per Anke Boersma, qui inicialment treballava a Chakra project. |
| KDE Neon        | Debian / Ubuntu  | 8-06-2016   | Desenvolupada per KDE.                                                       |
| Kubuntu         | Debian / Ubuntu  | 8-04-2005   | L'origen es remunta al 2004 en una conferència d'Ubuntu realitzada a Mataró. |
| Nitrux          | Debian inestable | 2018        | D'origen mexicà, empra OpenRC com a init.                                    |
| Nobara Linux    | Fedora           | 2019        | Projecte liderat per un enginyer de Red Hat Thomas Crider.                   |
| Q4OS            | Debian           | 14-07-2014  | Va nàixer quan finalitzà el suport a Windows XP, n'imita l'aspecte.          |
| Slackware Linux | Independent      | 16-07-1993  | Liderada pel seu fundador Patrick Volkerding.                                |

KDE Plasma és un escriptori a escollir entre diverses opcions en distribucions com:
| Nom          | Basada en      | llançada el | Observacions                                                                    |
| ------------ | -------------- | ----------- | ------------------------------------------------------------------------------- |
| Garuda Linux | Arch Linux     | 26-03-2020  | Fundada per un desenvolupador indi anomenat Shrinivas Vishnu Kumbhar.           |
| Gentoo       | Independent    | 31-03-2002  | Entre el 2009 i 2016 tenia com a escriptori predeterminat KDE Plasma.           |
| Manjaro      | Arch Linux     | 10-07-2011  | Fundada a Múnic per tres amics Roland Singer, Guillaume Benoit i Philip Müller. |
| MX Linux     | Debian / Antix | 24-03-2014  | Nascuda a partir de les comunitats de desenvolupadors d'antiX i MEPIS.          |
| NixOS        | Independent    | 2003        | Entre el 2014 i 2020 tenia com a escriptori predeterminat KDE Plasma.           |
| OpenSUSE     | Independent    | ??-10-2005  | Entre el 2009 i 2017 tenia com a escriptori predeterminat KDE Plasma.           |

KDE Plasma és un escriptori seccundari en distribucions com:
| Nom          | Basada en   | llançada el | Observacions                                                                                          |
| ------------ | ----------- | ----------- | --- |
| Alpine Linux | Independent | ??-08-2005  | Inicialment es basava en Gentoo.                                                                      |
| Arch Linux   | Independent | 11-03-2002  | Projecte inspirat en una distribució anterior CRUX i liderat per Judd Vinet fins a l'octubre de 2007. |
| Debian       | Independent | 16-08-1993  | Projecte inicat i liderat per Ian Murdock fins al 1996.                                               |
| Fedora       | Independent | 2002        | S'inicià quan Red Hat Linux passava a ser Red Hat Enterprise Linux.                                   |
| Void Linux   | Independent | 2008        | Void Linux va ser creada per Juan Romero Pardines, un antic desenvolupador de NetBSD.                 |